# Masdevallia floribunda
Masdevallia floribunda es una especie de orquídea epífita originaria del sur de  México hasta Honduras.

## Descripción
Se trata de una orquídea que crece en clima fresco pero que cada vez se extiende a zonas más cálidas, tiene un tamaño pequeño y mediano, son epifitas con un tallo erecto, delgado envuelto basalmente de 2 a 3 delgadas vainas tubulares que llevan una sola hoja apical, oblongo-lanceolada, peciolada. Florece con una inflorescencia de 7,5 a 13 cm de larga, delgada, decumbente a erecta. La floración tiene lugar desde junio hasta septiembre.

## Distribución y hábitat
Se encuentra en Belice, México hasta Costa Rica y el Caribe  en alturas de 400 a 1500 metros en los bosques húmedos.

## Sinonimia
- Acinopetala floribunda (Lindl.) Luer 2006
- Masdevallia burzlaffiana Koniger 1995
- Masdevallia tuerckheimii Ames 1908
- Masdevallia galeottiana A.Rich. & Galeotti
- Masdevallia lindeniana A.Rich. & Galeotti
- Masdevallia myriostigma E.Morren[2]